# سیارک ۸۵۰۳۰
سیارک ۸۵۰۳۰ (به انگلیسی: 85030 Admetos، نامگذاری:2804P-L) هشتاد و پنج هزار و سی‌امین سیارک کشف شده‌است که در ۲۴ سپتامبر ۱۹۶۰ کشف شد.